# طاجين مثوم
الطاجين المثوم، أو المثوم هو طبق جزائري تقليدي، يحضر الطبق من كرات اللحم المفروم، وقطع الدجاج أو لحم الضأن، والثوم والحمص واللوز، وتحضر صلصة من البصل المبشور والكثير من الثوم، وعادة ما يتم طهيها في قدر طاجين. مثل معظم الأطباق الجزائرية، يمكن تحضيره إما بصلصة بيضاء أو صلصة حمراء حارة.

## معرض الصور

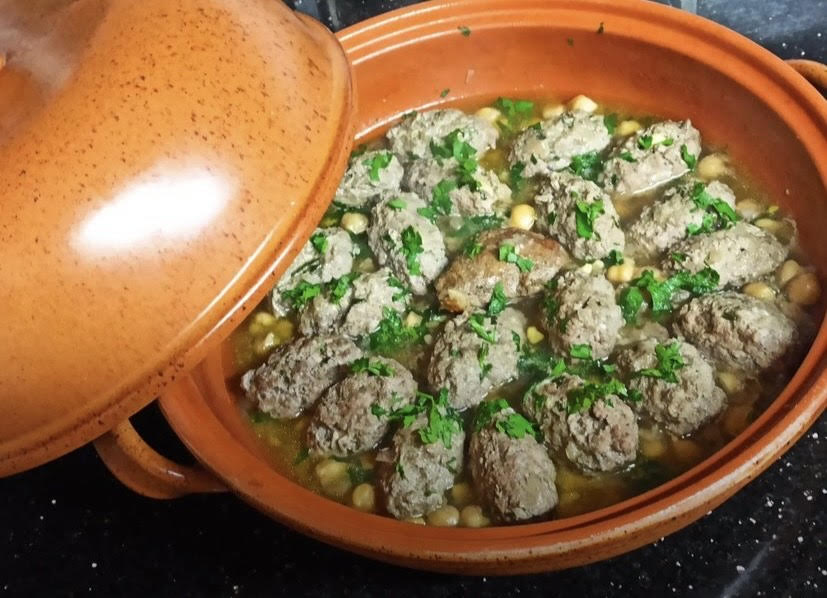
المثوم الجزائري التقليدي بالصلصة البيضاء
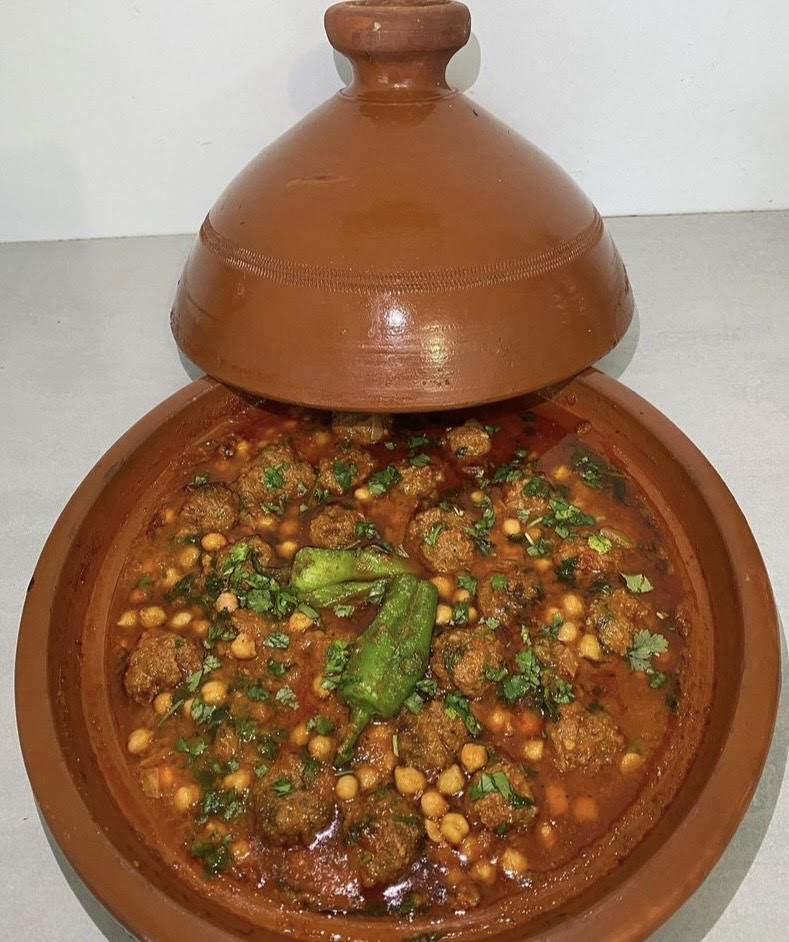
الطاجين المثوم الجزائري التقليدي بالصلصة الحمراء